# Abschnittsbefestigung Rieden
Die Abschnittsbefestigung Rieden befindet sich nordöstlich des Oberpfälzer Marktes Rieden im Landkreis Amberg-Sulzbach von Bayern. Die Abschnittsbefestigung liegt ca. 400 m nordöstlich der Pfarrkirche Mariä Himmelfahrt auf dem Schlossberg von Rieden bzw. 150 m nordwestlich der Burg Rieden. Das Objekt wird vom Bayerischen Landesamt für Denkmalpflege unter der Denkmalnummer D-3-6637-0031 als „vorgeschichtliche Abschnittsbefestigung, mittelalterlicher Burgstall, mesolithische Freilandstation, Siedlungen der Jungsteinzeit und der Urnenfelderzeit“ geführt.

## Beschreibung
Die eigentliche Ringwallanlage erstreckt sich in ovaler Forma von Nordwesten nach Südosten als spornförmige Umwallung auf dem über Rieden liegenden Schlossberg, der nach drei Seiten abfällt. Die Zugangsseite war im Nordwesten durch einen etwa 150 m weiter im Nordwesten liegenden Abschnittswall zusätzlich gesichert. Von dem etwa 160 m langen Wall sind im Westen noch ca. 85 m erhalten; nach dem Durchstich eines neuzeitlichen Weges der zum Schlossberg führt, sind im Osten nur noch Grabenreste eines davorliegenden Wallgrabens erhalten. 
Der Ringwall selbst, mit einem Durchwmesser von etwa 200 m Nordwest-Südost und ca. 100 m Nordost-Südwest ist zur Spornseite nach Nordwestens wie ein Abschnittswall stark verstärkt, möglicherweise erst in mittelalterlicher Zeit. Dem verstärkten Bereich liegt im Nordwesten ein zweiter kaum noch sichtbarer stark verschliffener Wall vor; Reste eines noch davor liegenden Grabens sind in den Reliefdaten erkennbar. Ein Torzugang ist im Nordwesten annehmbar, da hier der Wall stark unterbrochen ist; der Durchbruch im Norden und Süden ist vermutlich dem modernen Wegesystem geschuldet. Am im Südosten auslaufenden Sporn ist ein etwa 60 m langer und an der Basis noch etwa 10 m breiter weiterer Abschnittswall vorgelagert. Ob dieser zum Halsgraben der ehemaligen Burg Rieden gehört, der danach folgt oder vorgeschichtlich ist; könnten nur archäologische Untersuchungen entscheiden. Zwischen dem Ringwall und dem südöstlichen Abschnittswall bestand einst wohl ein breiter Graben, der heute nahezu eingeebnet und nur noch an den Wallenden sichtbar ist.
Der Platz der Anlage erhebt sich etwa drei bis vier Meter von der Umgebung. Der baumbestandene umgebende Wall liegt erhöht etwa  1 bis 1,5 m von der Innenfläche und 3 bis 4 m über den Außenbereich. An der südöstlichen Seite ist der Wall durch einen landwirtschaftlichen Weg abgetragen und kaum noch sichtbar.

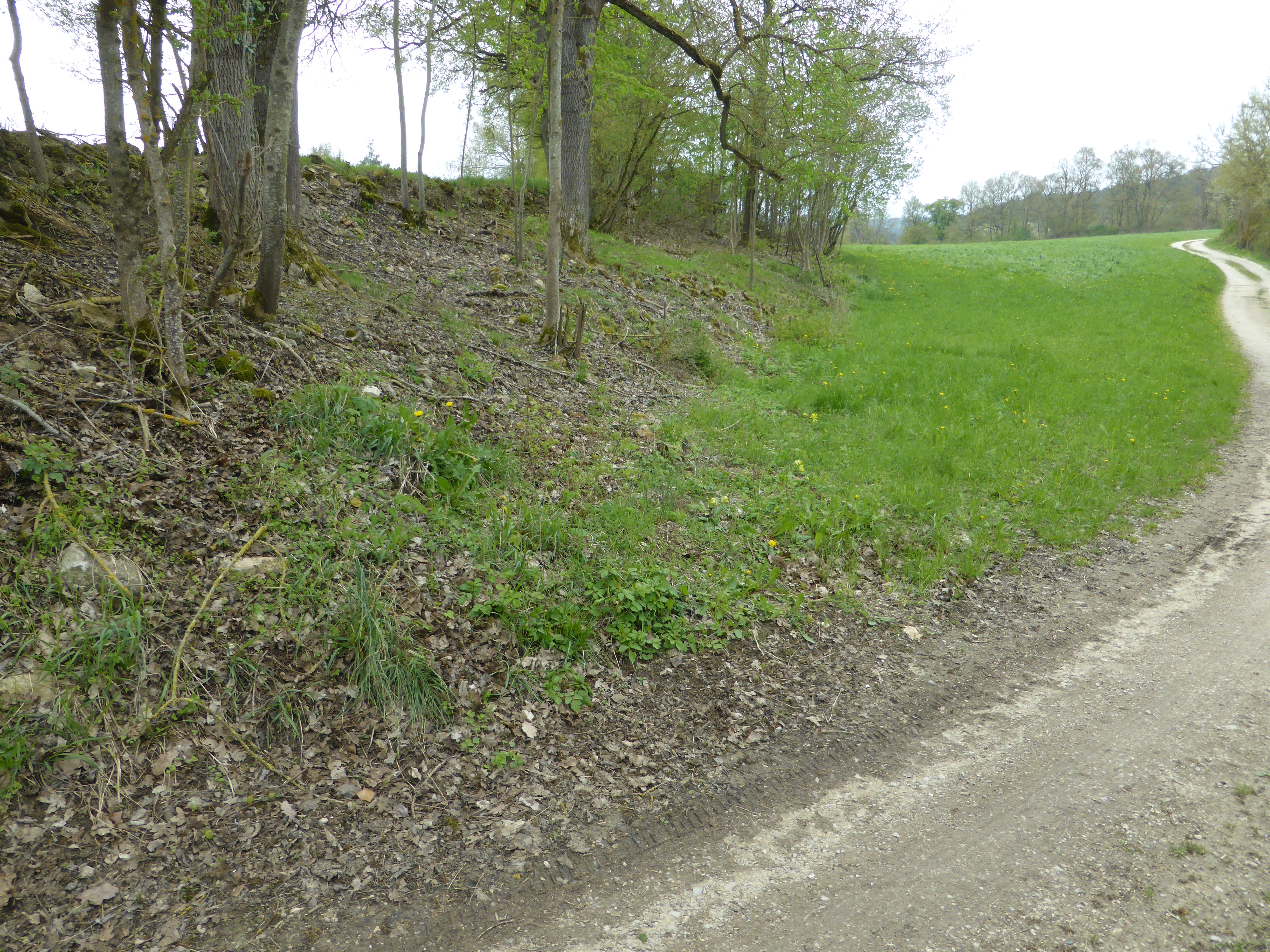
Wall: Außenseite
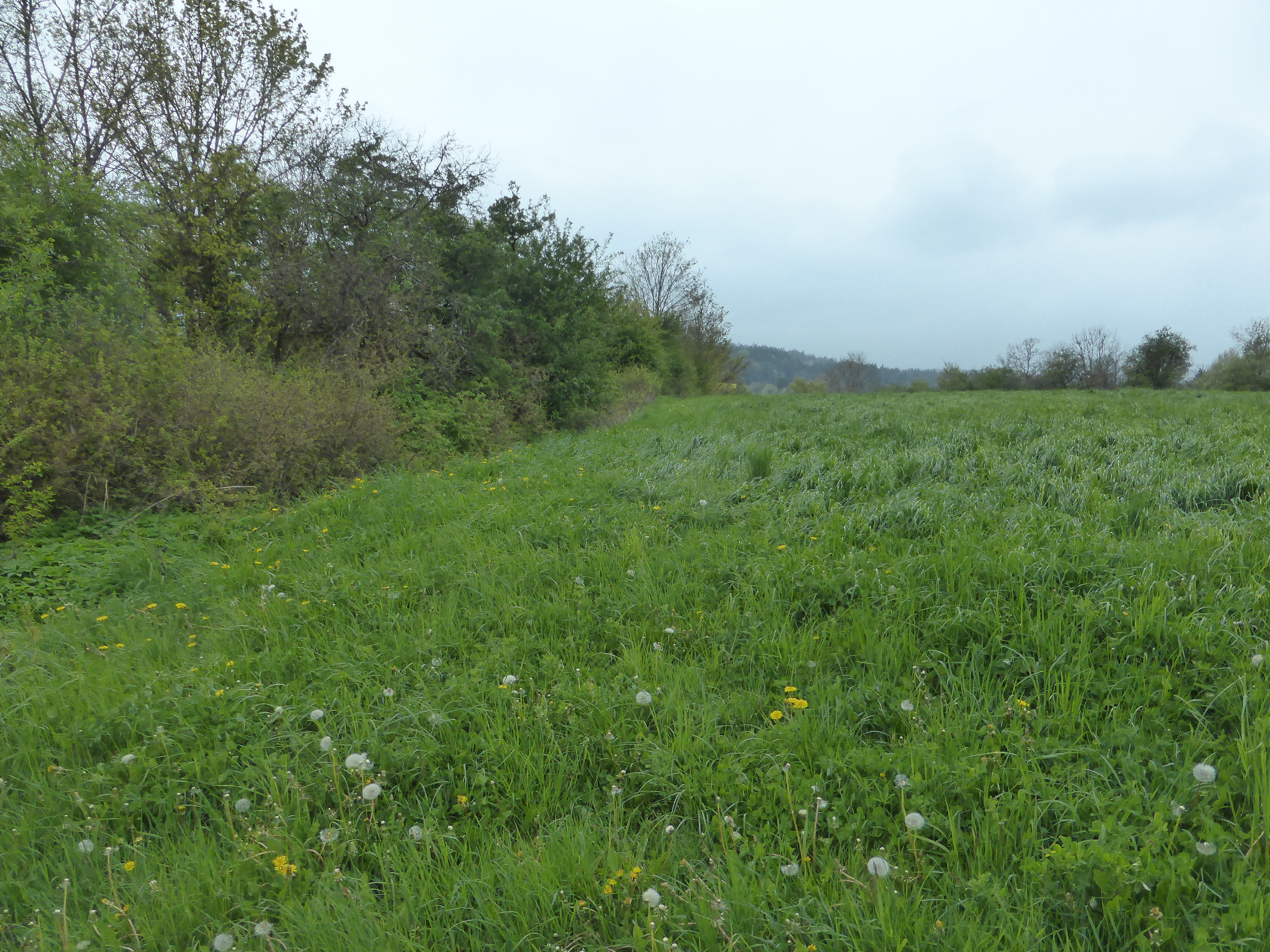
Westliche Innenseite des Ringwalls
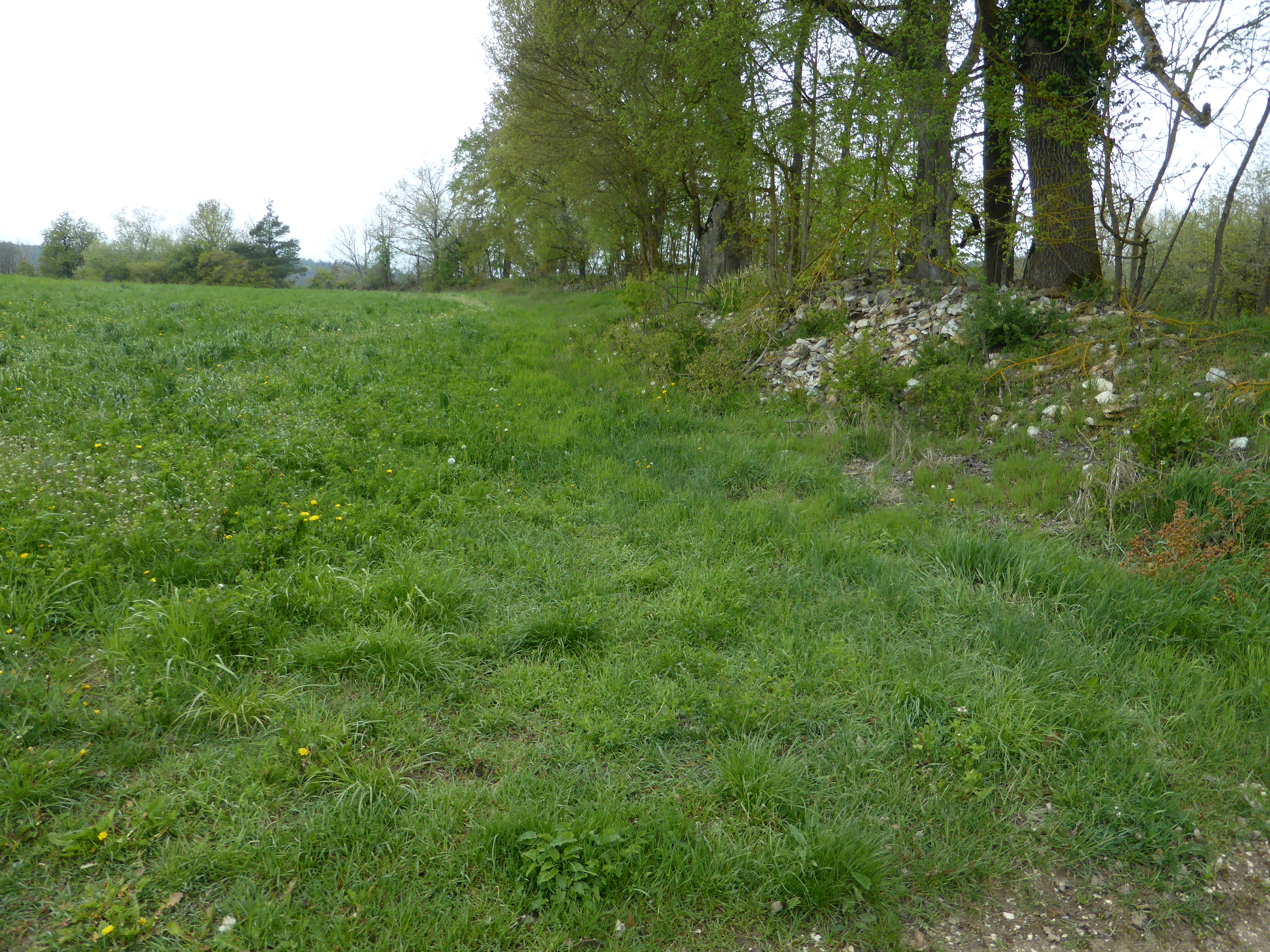
Östliche Innenseite des Walls
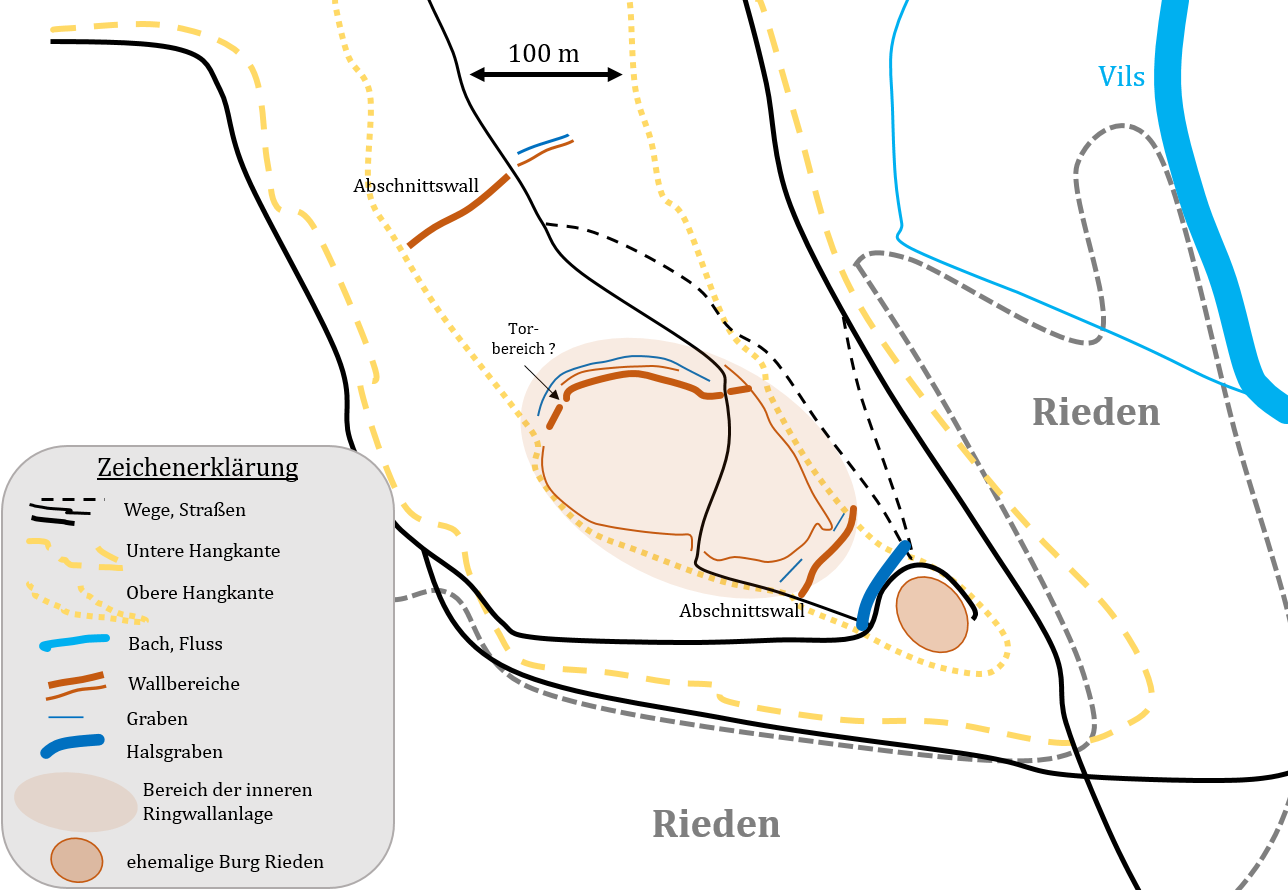
Umzeichnung des Ringwalls und der Abschnittsbefestigungen